# Monsagro
Monsagro település Spanyolországban, Salamanca tartományban. Monsagro El Cabaco, La Alberca, Ladrillar, Serradilla del Llano, Serradilla del Arroyo és El Maíllo községekkel határos. Lakosainak száma 127 fő (2024).

## Népesség
A település népessége az elmúlt években az alábbi módon változott:
| Lakosok száma | 229  | 196  | 184  | 178  | 162  | 157  | 141  | 137  | 135  | 127  |
|               | 2001 | 2004 | 2007 | 2009 | 2012 | 2014 | 2017 | 2019 | 2022 | 2024 |